# 김다정
김다정(1988년 3월 7일 ~)은 대한민국의 배구 선수이다.

## 학력
- 경남여자중학교
- 경남여자고등학교